# 남면 (춘천시)
남면(南面)은 대한민국 강원특별자치도 춘천시의 면이다. 넓이는 73.2km2이고, 인구는 2012년 기준으로 1,070명이다.

## 개요
남면은 의암 유인석 선생을 비롯한 여러 의병장의 출생지이다. 주변은 산과 강이 어우러진 수려한 경관을 보유하고 있어 서울-춘천 고속도로 개통과 함께 휴양과 등산 등 여가 생활을 즐기기 위해 많은 사람들이 찾는다.

## 행정 구역
| 이름   | 한자   | 행정 지도 |
| ------ | ------ | --------- |
| 가정리 | 柯亭里 |           |
| 추곡리 | 楸谷里 |           |
| 후동리 | 後洞里 |           |
| 발산리 | 鉢山里 |           |
| 한덕리 | 漢德里 |           |
| 박암리 | 博岩里 |           |
| 관천리 | 冠川里 |           |

## 주요 기관

### 관공서
- 남면 행정복지센터
- 남산파출소 남면분소
- 남면보건지소
- 가정보건진료소

### 교육기관
- 남산초등학교 발산분교

## 문화재
- 강원기념물 제 74호 의암 유인석묘역

## 교통

### 도로
고속도로
- 서울양양고속도로

(가평군 / 설악 나들목) ← 강촌 나들목 → (남춘천 나들목)